# Torre Godó
La Torre Godó (también conocida como la Torre Barcelona) es un rascacielos de oficinas en la avenida Diagonal de Barcelona, Cataluña (España). Fue terminado en 1970, tiene 24 pisos y mide 82 metros de altura. El edificio es la sede del Grupo Godó, empresa de comunicación. Fue diseñado por el arquitecto municipal Emili Bordoy.

## Historia
El edificio se proyectó durante la segunda mitad de la década de 1960. Las obras comenzaron en 1968 y finalizaron en 1970. En un principio se bautizó como Torre Barcelona. Era el edificio más alto de los alrededores de la plaza Francesc Macià, entonces llamada plaza Calvo Sotelo. Inicialmente acogió la filial barcelonesa del Banco Madrid, y a su lado había unos almacenes Sears (posteriormente, El Corte Inglés) y el Edificio Winterthur. En su interior también se encontraba la sede del Banco Catalán de Desarrollo.[cita requerida]
A finales de los 90 la torre fue adquirida por el Grupo Godó y sufrió una reforma integral. En los bajos de la planta se instaló la emisora City TV. El edificio fue progresivamente adaptando el nombre de Torre Godó, y en abril de 2004 pasó a acoger las redacciones y los estudios de grabación y platós de los diversos medios de comunicación del grupo.

## Diseño
Cuenta con 24 plantas, su fachada era inicialmente de vidrio y decorada con metales de tonos cobre. En un comienzo las dos últimas plantas eran coronadas por una trama metálica de color amarillo, pero con el cambio de propietarios, los Godó la convirtieron en cristales verdosos. El acceso se realiza a través de un vestíbulo al que se accede por una especie de túnel.